# Шестак, Константин Адамович
Константин Адамович Шестак (22 февраля 1935, дер. Яновичи, Несвижский повет — 2013) — белорусский хозяйственный деятель, бригадир животноводческой фермы племзавода «Красная звезда» Клецкого района Минской области, Белорусская ССР. Герой Социалистического Труда (1988).

## Биография
Родился в 1935 году в крестьянской семье в деревне Яновичи. Окончил Белорусский сельскохозяйственный техникум (1974). В 1952—1976 годах работал в колхозе «Память Ленина». В 1976—1995 — бригадир животноводческой фермы «Красная Звезда» племзавода «Красная Звезда». Постоянно осуществлял контроль рационального использования кормов и своевременного кормления скота. Вёл работу по повышению продуктивности дойного стада. За время его работы ферма «Красная Звезда» неоднократно выходила победителем в соревнованиях района и области.
Указом Президиума Верховного Совета СССР от 17 августа 1988 года за выдающиеся результаты, достигнутые в увеличении производства сельскохозяйственной продукции на основе освоения интенсивных технологий и передовых методов организации труда в земледелии и животноводства, и проявленную трудовую доблесть был удостоен звания Героя Социалистического Труда с вручением ордена Ленина и золотой медали «Серп и Молот».
Делегат XXVII съезда КПСС (1988).
После выхода на пенсию проживал в родном селе, где скончался в 2013 году.
Награды:
- Ордена «Знак Почёта» (1966), Трудового Красного Знамени (1981), Ленина (1988)[1].